# Munkáspárt (Norvégia)

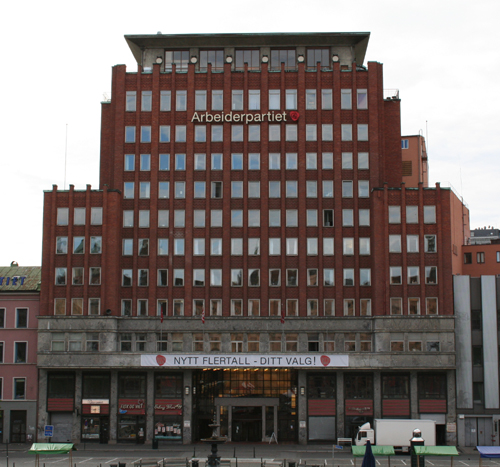
A Norvég Munkáspárt székháza

Szavazati arány megyénként a 2009-es norvégiai parlamenti választásokon

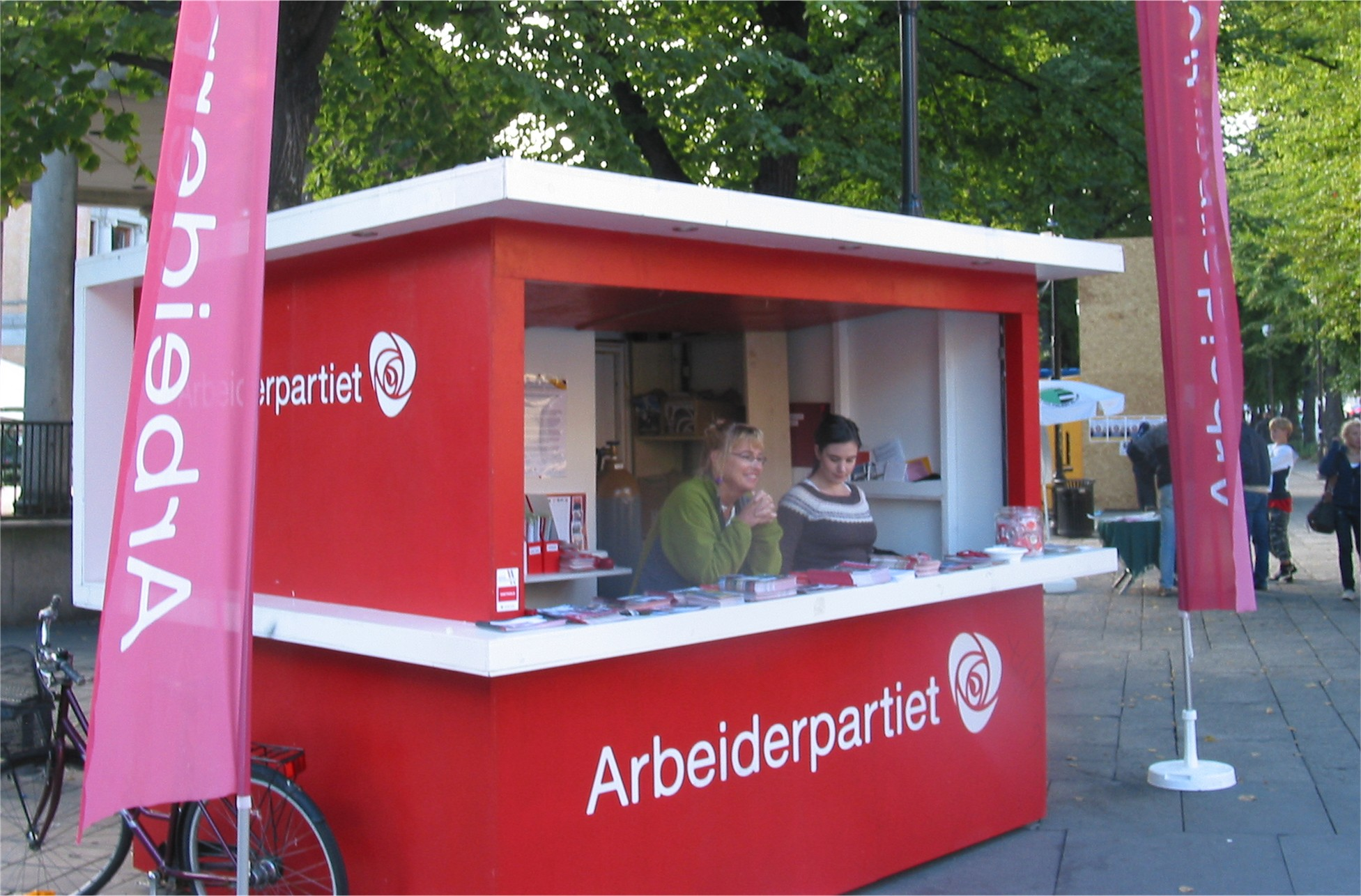
Kampánystand a 2007-es norvégiai önkormányzati választások előtt az oslói Karl Johans gatén

A Munkáspárt (norvégul: Arbeiderpartiet, A/Ap) szociáldemokrata politikai párt Norvégiában. A jelenlegi norvég kormány fő ereje a vörös-zöld koalíció tagjaként, elnöke, Jens Stoltenberg pedig Norvégia miniszterelnöke volt 2000–2001 és 2005–2013 között. 
Hivatalos irányvonala szerint elkötelezett a szociáldemokrata eszmék mellett. Jelszava az 1930-as évek óta a „munkát mindenkinek”; adókból és illetékekből fenntartott erős jóléti államot kíván építeni. Az elmúlt 20 évben politikájában megjelentek a szociális piacgazdaság elemei: 1980-as évek liberális hullámának hatására megengedővé vált az az állami vagyon és szolgáltatások privatizációjával, valamint a személyi jövedelemadó progresszivitásának csökkentésével szemben. Önmagát progresszív pártként definiálja, amely nyitott a nemzeti és nemzetközi együttműködésre. Ifjúsági szervezete az Arbeidernes Ungdomsfylking (AUF).
19. századi alapítását követően folyamatosan növelte támogatottságát, és 1927-ben az ország legnagyobb pártja lett; ezt a helyzetét azóta is megőrizte. Ebben az évben csillapodtak le az 1920-as évek során a pártban dúló viszályok, amelyek az 1919 és 1923 közötti Komintern-tagság nyomán törtek ki. 1945 és 1961 között abszolút többsége volt a norvég parlamentben; ezt az időszakot „egypárti államnak” is szokták nevezni. 1935 óta mindössze 16 év volt, amikor nem a Munkáspárt adta a miniszterelnököt. Dominanciáját az 1960-as és 1970-es években először balról törte meg a Szocialista Néppárt. Az 1970-es évek végétől azonban a jobboldal felé is szavazatokat kezdett veszíteni, ezért az 1980-as években, Gro Harlem Brundtland vezetése alatt a jobboldal felé fordult. 2001-ben 1924 óta a legrosszabb választási eredményt érte el, ezért együttműködési megállapodást kellett kötnie más pártokkal, hogy többségi kormányt alakíthasson.

## Történelem
2011-ben a párt nevét Norvég Munkáspártról (Det norske arbeiderparti) Munkáspártra (Arbeiderpartiet) változtatta. Állításuk szerint a választókat megzavarhatta a szavazófülkékben, hogy a hivatalos név eltér a közbeszédben használt Munkáspárt elnevezéstől. A változás hatására a szavazólapokon is az Arbeiderpartiet név jelenik meg, kiküszöbölve az esetleges félreértéseket.
2011. július 22-én egy fegyveres tüzet nyitott az Arbeidernes Ungdomsfylking ifjúsági táborában (11–25 évesek), megölve 68 embert.

## Parlamenti választási eredményei
| Év   | A szavazatok százaléka | Képviselői a Stortingban / / összes képviselő |
| ---- | ---------------------- | --------------------------------------------- |
| 1894 | 0,3                    | 0 / 114                                       |
| 1897 | 0,6                    | 0 / 114                                       |
| 1900 | 5,2                    | 0 / 114                                       |
| 1903 | 12,1                   | 4 / 117                                       |
| 1906 | 15,9                   | 11 / 123                                      |
| 1909 | 21,5                   | 11 / 123                                      |
| 1912 | 26.2                   | 23 / 123                                      |
| 1915 | 32,0                   | 19 / 123                                      |
| 1918 | 31,6                   | 18 / 126                                      |
| 1921 | 21,3                   | 29 / 150                                      |
| 1924 | 18,4                   | 24 / 150                                      |
| 1927 | 36,8                   | 59 / 150                                      |
| 1930 | 31,4                   | 47 / 150                                      |
| 1933 | 40,1                   | 69 / 150                                      |
| 1936 | 42,5                   | 70 / 150                                      |
| 1945 | 41,0                   | 76 / 150                                      |
| 1949 | 45,7                   | 85 / 150                                      |
| 1953 | 46,7                   | 77 / 150                                      |
| 1957 | 48,3                   | 78 / 150                                      |
| 1961 | 46,8                   | 74 / 150                                      |
| 1965 | 43,1                   | 68 / 150                                      |
| 1969 | 46,5                   | 74 / 150                                      |
| 1973 | 35,3                   | 62 / 155                                      |
| 1977 | 42,3                   | 76 / 155                                      |
| 1981 | 37,1                   | 65 / 155                                      |
| 1985 | 40,8                   | 71 / 157                                      |
| 1989 | 34,3                   | 63 / 165                                      |
| 1993 | 36,9                   | 67 / 165                                      |
| 1997 | 35,0                   | 65 / 165                                      |
| 2001 | 24,3                   | 43 / 165                                      |
| 2005 | 32,7                   | 61 / 169                                      |
| 2009 | 35,4                   | 64 / 169                                      |
| 2013 | 30,8                   | 55 / 169                                      |
| 2017 | 27,4                   | 49 / 169                                      |
| 2021 | 26,4                   | 48 / 169                                      |

## Fordítás
- Ez a szócikk részben vagy egészben a Labour Party (Norway) című angol Wikipédia-szócikk ezen változatának fordításán alapul.  Az eredeti cikk szerkesztőit annak laptörténete sorolja fel. Ez a jelzés csupán a megfogalmazás eredetét és a szerzői jogokat jelzi, nem szolgál a cikkben szereplő információk forrásmegjelöléseként.